# 穆氏节丝壳
穆氏节丝壳（学名：Arthrocladiella mougeotii）是属于白粉菌目白粉菌科节丝壳属的一种真菌，寄生在枸杞上。该种分布于中国、俄罗斯、法国、奥地利、意大利、瑞士、德国等地。